# Christine Stahl

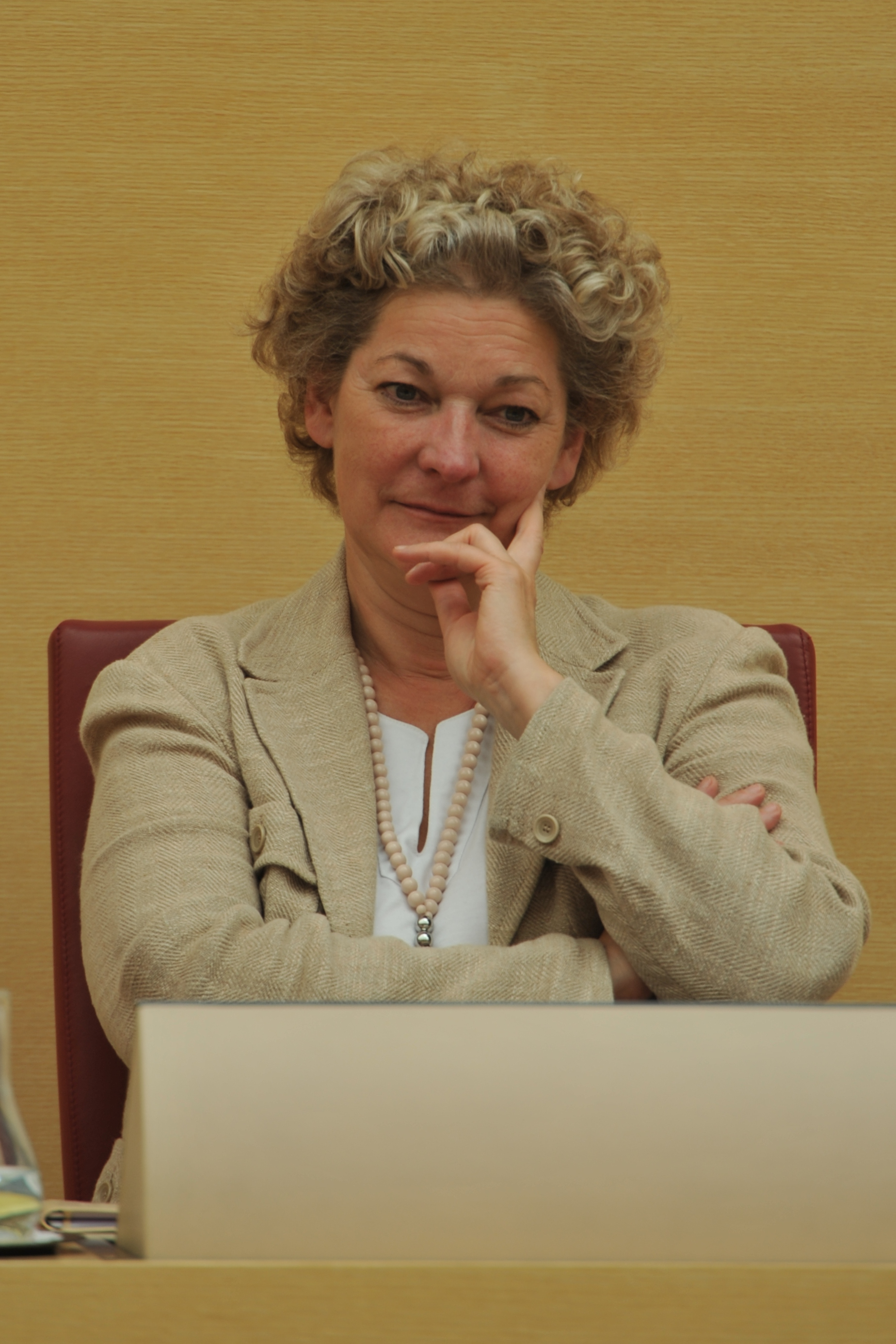
Christine Stahl bei einer Landtagssitzung 2012

Christine Stahl (* 15. Oktober 1957 in Nürnberg) ist eine ehemalige bayerische Landtagsabgeordnete für Bündnis 90/Die Grünen und Vizepräsidentin des Bayerischen Landtags.

## Werdegang
Nach dem Abitur studierte Stahl Sozialpädagogik. Danach begann sie ein juristisches Hochschulstudium und schloss dieses mit dem Staatsexamen ab.
Seit 1986 gehört Christine Stahl den Grünen an. 1994 rückte sie in den Stadtrat von Nürnberg nach. Von 1996 bis 1998 hatte sie das Amt der Fraktionsvorsitzenden inne.
Christine Stahl wurde 1998 erstmals über die Bezirksliste Mittelfranken in den Landtag gewählt (Wahl 1998).
Am 21. September 2003 wurde sie erneut in den Landtag gewählt. Von Dezember 2000 bis 2003 war sie Vorsitzende der Bündnis 90/Die Grünen-Fraktion im Bayerischen Landtag.
Bei der Landtagswahl am 28. September 2008 wurde sie über die Bezirksliste Mittelfranken erneut in den Landtag gewählt;
im Stimmkreis Nürnberg-Ost bekam sie 11,4 % der Erststimmen.
Nach der Landtagswahl 2013, für die sie nicht mehr antrat, beendete sie ihre politische Laufbahn.

## Tätigkeiten
Christine Stahl war als Stadträtin im Aufsichtsrat der Werkstatt für Behinderte, in der Beschäftigungsgesellschaft NORIS und in der Wohnungsbaugesellschaft WBG. Sie ist Mitglied der Vereine LSVD und Die Tafel e.V. sowie der Aids-Hilfe Erlangen-Nürnberg-Fürth und der Stiftung deutsche Polizeigewerkschaft.
Ihr Anliegen war es, Franken  im Bayerischen Landtag zu präsentieren. Im Verfassungsausschuss des bayerischen Landtags stimmte sie Ende 2005 als Einzige für eine Bürgerpetition des Fränkischen Bundes, den Namen des Freistaates Bayern in Bayern-Franken zu ändern. Der Fränkische Bund zeichnete sie 2009 mit der Frankenmedaille aus.